# Taylor Lautner
Taylor Daniel Lautner (wym. /ˈlaʊtnər/ „lałtner”; ur. 11 lutego 1992 w Grand Rapids) – amerykański aktor filmowy i głosowy, model i sportowiec.
Jako dziecko trenował sztuki walki, zajmując wówczas pierwsze miejsca w rankingach American Sports Karate Association. Krótko po odniesieniu sukcesu w sporcie rozpoczął karierę aktorską, występując w drugoplanowych rolach w serialach pokroju The Bernie Mac Show (2003) i On, ona i dzieciaki (2004). Jednocześnie zaczął podejmować się ról głosowych, m.in. w Co nowego u Scooby’ego? (2005) oraz Danny Phantom (2005). W 2005 pojawił się w filmie Fałszywa dwunastka II oraz zagrał główną postać w filmie Rekin i Lava: Przygoda w 3D. Przełom w jego karierze nastąpił po otrzymaniu roli Jacoba Blacka w serii Zmierzch, począwszy od pierwszej części sagi z 2008, a następnie w kolejnych odsłonach serii: Księżyc w nowiu (2009), Zaćmienie (2009) oraz w obu częściach Przed świtem (2011 i 2012). Za rolę w cyklu Zmierzchu otrzymał kilka nagród, m.in. Teen Choice Award (Zaćmienie) oraz dwie People’s Choice Awards (Księżyc w nowiu i Zaćmienie). Następnie zagrał m.in. w filmie akcji Porwanie (2011).
W 2010 uznawany był za najlepiej opłacanego nastoletniego aktora w Hollywood. W 2012 magazyn Forbes umieścił go na 67. pozycji najbardziej wpływowych postaci show-biznesu, z rocznym zarobkiem w wysokości 26,5 mln dol.

## Życiorys

### Wczesne lata
Lautner urodził się w Grand Rapids, w stanie Michigan jako syn Debory (pracującej w branży informatycznej) i Daniela (pilota samolotowego) Lautnerów; ma młodszą siostrę, Makenę. Taylor uczęszczał do Jamestown Elementary School, jednak gdy ukończył jedenaście lat, przeprowadził się wraz z rodziną do Santa Clarita w Kalifornii. Lautner ma pochodzenie francuskie, holenderskie oraz niemieckie, a także, jak sam przyznaje, jego przodkami ze strony matki byli Indianie, zwłaszcza Ottawowie i Potawatomi.
W wieku sześciu lat rozpoczął naukę sztuk walki. Wkrótce jego trenerem został Michael Chat, siedmiokrotny mistrz karate. Gdy Lautner miał osiem lat, zaczął reprezentować Stany Zjednoczone w lidze World Karate Association, w której został mistrzem Junior World Forms, zdobywając trzy złote medale. W wieku 12 lat wygrał światowe mistrzostwa juniorów.

### Kariera

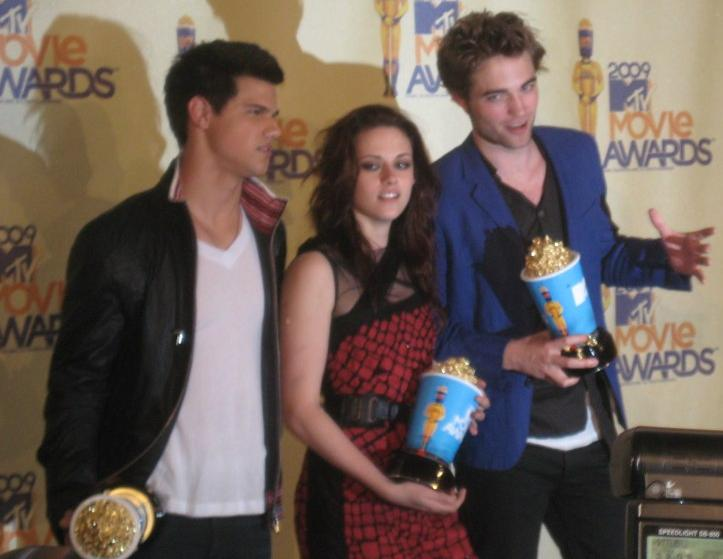
Lautner z członkami obsady Zmierzchu, Kristen Stewart i Robertem Pattinsonem, na gali MTV Movie Awards 2009

W 2001 rozpoczął karierę aktorską rolą w filmie telewizyjnym Shadow Fury. Następnie pojawił się w serialach: Summerland, The Bernie Mac Show, The Nick & Jessica Variety Hour oraz On, ona i dzieciaki. Wystąpił w programie America’s Most Talented Kids, gdzie zaprezentował swoje umiejętności w zakresie sztuk walki. Poza rolami telewizyjnymi zajmował się również dubbingiem, podkładając głos w bajkach Danny Phantom, Co nowego u Scooby’ego?, Silas and Brittany i He’s a Bully, Charlie Brown.
W 2005 otrzymał główną rolę Rekina w filmie Rekin i Lava: Przygoda w 3D, którego kręcenie zajęło trzy miesiące i miało miejsce w Austin, w stanie Teksas. Kilka miesięcy później zagrał w obrazie Fałszywa dwunastka II.

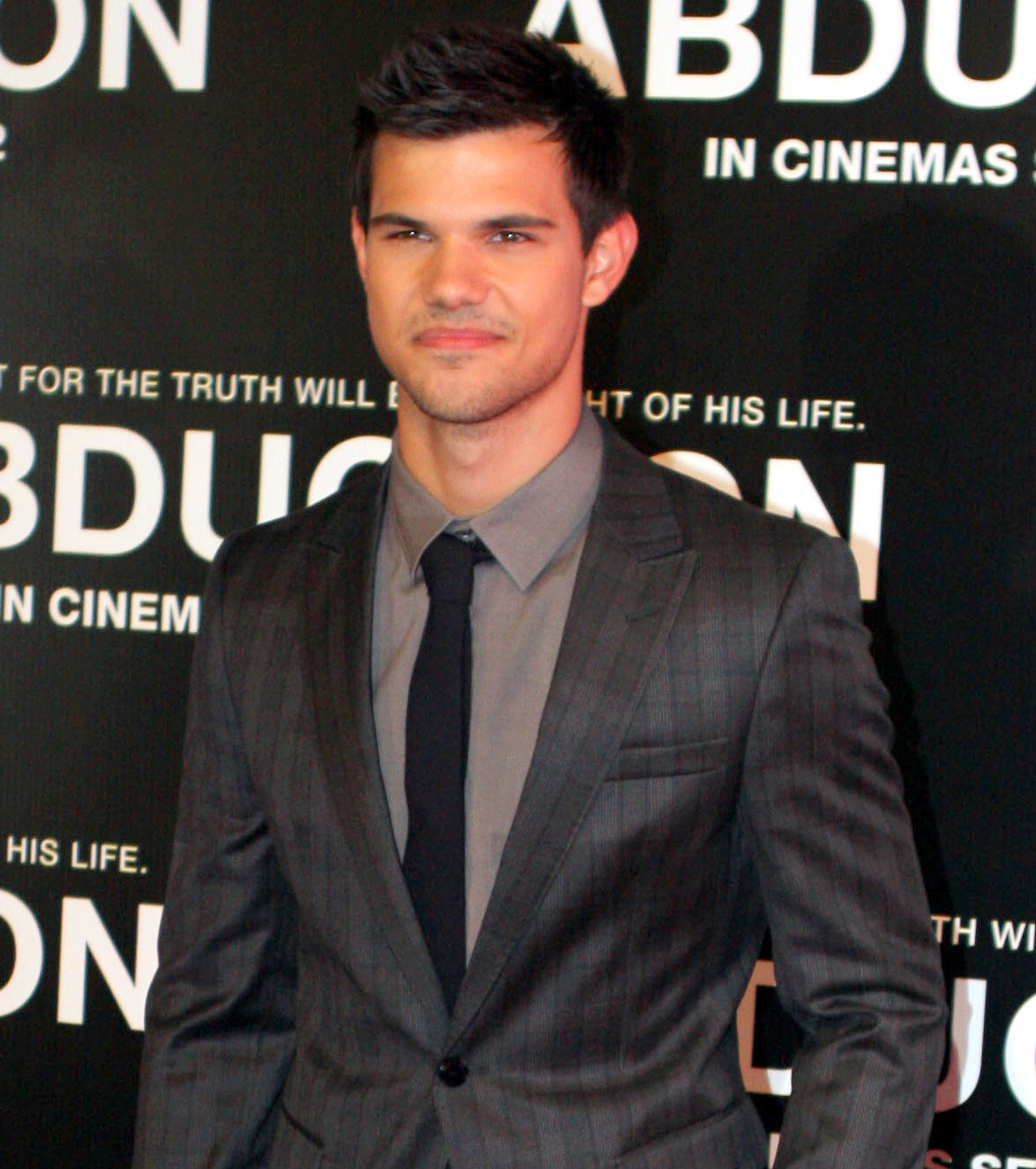
Taylor Launter na premierze filmu Porwanie, 2011

W październiku 2008 zagrał syna Christiana Slatera w serialu Mój śmiertelny wróg, który jednak został przerwany po dziewięciu odcinkach. Następnie wcielił się w przełomową rolę, Jacoba Blacka w obrazie Zmierzch, filmowej adaptacji książki pod tym samym tytułem. Ze względu na zmiany fizyczne, które miał w założeniu przejść tenże bohater, reżyser planował zastąpienie Lautnera innym aktorem w kolejnej części sagi. Aby sprostać wymaganiom, Lautner zaczął ćwiczyć i przytył. Dlatego kontynuował on rolę Jacoba w następnym filmie z serii „Saga zmierzch” – Księżycu w nowiu oraz kolejnych częściach sagi.
We wrześniu 2009 na gali MTV Video Music Awards 2009 wręczył wraz z Shakirą nagrodę dla najlepszego żeńskiego wideoklipu, a 12 grudnia poprowadził Saturday Night Live, stając się jednym z najmłodszych ludzi w tej roli w historii programu. W 2010 podczas 82. ceremonii rozdania Oscarów wraz z Kristen Stewart zapowiedzieli materiał honorujący horror jako gatunek filmowy. W tym samym roku Lautner został uznany najlepiej opłacanym nastoletnim aktorem roku. Również w 2010 wystąpił w komedii romantycznej Walentynki.
W 2013 odbyła się premiera filmu Jeszcze większe dzieci, w którym Lautner wcielił się w jedną z głównych ról.

## Życie prywatne
11 listopada 2022 poślubił Taylor Dome, z którą zaręczył się w ten sam dzień rok wcześniej.

## Filmografia

### Filmy
| Rok  | Tytuł                       | Rola            | Informacje |
| ---- | --------------------------- | --------------- | --- |
| 2001 | Shadow Fury                 | młody Kismet    | |
| 2005 | Rekin i Lava: Przygoda w 3D | Sharkboy        | Nominacja – Nagroda Młodych Artystów dla najlepszego aktora pierwszoplanowego w filmie |
| 2005 | Fałszywa dwunastka II       | Elliot Murtaugh | |
| 2008 | Zmierzch                    | Jacob Black     | Scream Award dla najlepszego debiutu Nominacja – MTV Movie Award dla najlepszego debiutu |
| 2009 | Księżyc w nowiu             | Jacob Black     | Kids’ Choice Award dla najlepszego aktora filmowego Kids’ Choice Award dla najlepszej pary ekranowej (z Kristen Stewart) People’s Choice Award dla najlepszego debiutu Nominacja – Nagroda Młodych Artystów dla najlepszego aktora pierwszoplanowego w filmie Nominacja – Złota Malina dla najgorszej pary ekranowej (z Kristen Stewart) |
| 2010 | Walentynki                  | Willy Harrinton | Nominacja – Teen Choice Award dla najlepszego pocałunku ekranowego (z Taylor Swift) Nominacja – Teen Choice Award dla najlepszej chemii na ekranie (z Taylor Swift) Nominacja – MTV Movie Award dla najlepszego pocałunku ekranowego (z Taylor Swift) Nominacja – Złota Malina dla najgorszej obsady filmowej |
| 2010 | Zaćmienie                   | Jacob Black     | Teen Choice Award dla najlepszego aktora (fantasy) People’s Choice Award dla najlepszej ekranowej „paczki” (z Robertem Pattinsonem i Kristen Stewart) Nominacja – Scream Award dla najlepszego aktora (fantasy) Nominacja – Nickelodeon Australian Kids’ Choice Award dla ulubionego pocałunku (z Kristen Stewart) Nominacja – People’s Choice Award dla ulubionego aktora filmowego Nominacja – Złota Malina dla najgorszego aktora Nominacja – Złota Malina dla najgorszej obsady |
| 2011 | Porwanie                    | Nathan          | Nominacja – Złota Malina dla najgorszego aktora |
| 2011 | Przed świtem, cz. 1.        | Jacob Black     | Nominacja – Złota Malina dla najgorszego aktora Nominacja – Złota Malina dla najgorszej obsady filmowej |
| 2012 | Przed świtem, cz. 2.        | Jacob Black     | Nominacja – Złota Malina dla najgorszej pary na ekranie razem z Mackenzie Foy |
| 2013 | Jeszcze większe dzieci      | Andy z bractwa  | |
| 2015 | Nieuchwytni                 | Cam             | Nominacja – Teen Choice dla ulubionego aktora filmowego. |

### Telewizja
| Rok  | Tytuł                       | Rola                                      | Informacje         |
| ---- | --------------------------- | ----------------------------------------- | ------------------ |
| 2003 | The Bernie Mac Show         | Aaron                                     | dwa odcinki        |
| 2004 | On, ona i dzieciaki         | Tyrone                                    | jeden odcinek      |
| 2004 | Summerland                  | chłopak na plaży                          | rola epizodyczna   |
| 2005 | Danny Phantom               | Youngblood                                | głos, trzy odcinki |
| 2005 | Kaczor Dodgers              | Reggie Wasserstein Terrible Obnoxious Boy | głos, dwa odcinki  |
| 2005 | Co nowego u Scooby’ego?     | Dennis Ned                                | głos, dwa odcinki  |
| 2006 | Miłość z o.o.               | Oliver                                    |                    |
| 2006 | He's a Bully, Charlie Brown | Joe Agate                                 | głos               |
| 2008 | Mój śmiertelny wróg         | Jack Spivey                               | główna rola        |
| 2016 | Scream Queens               | dr Cassidy Cascade                        | drugoplanowa rola  |